# Abtei Prüm

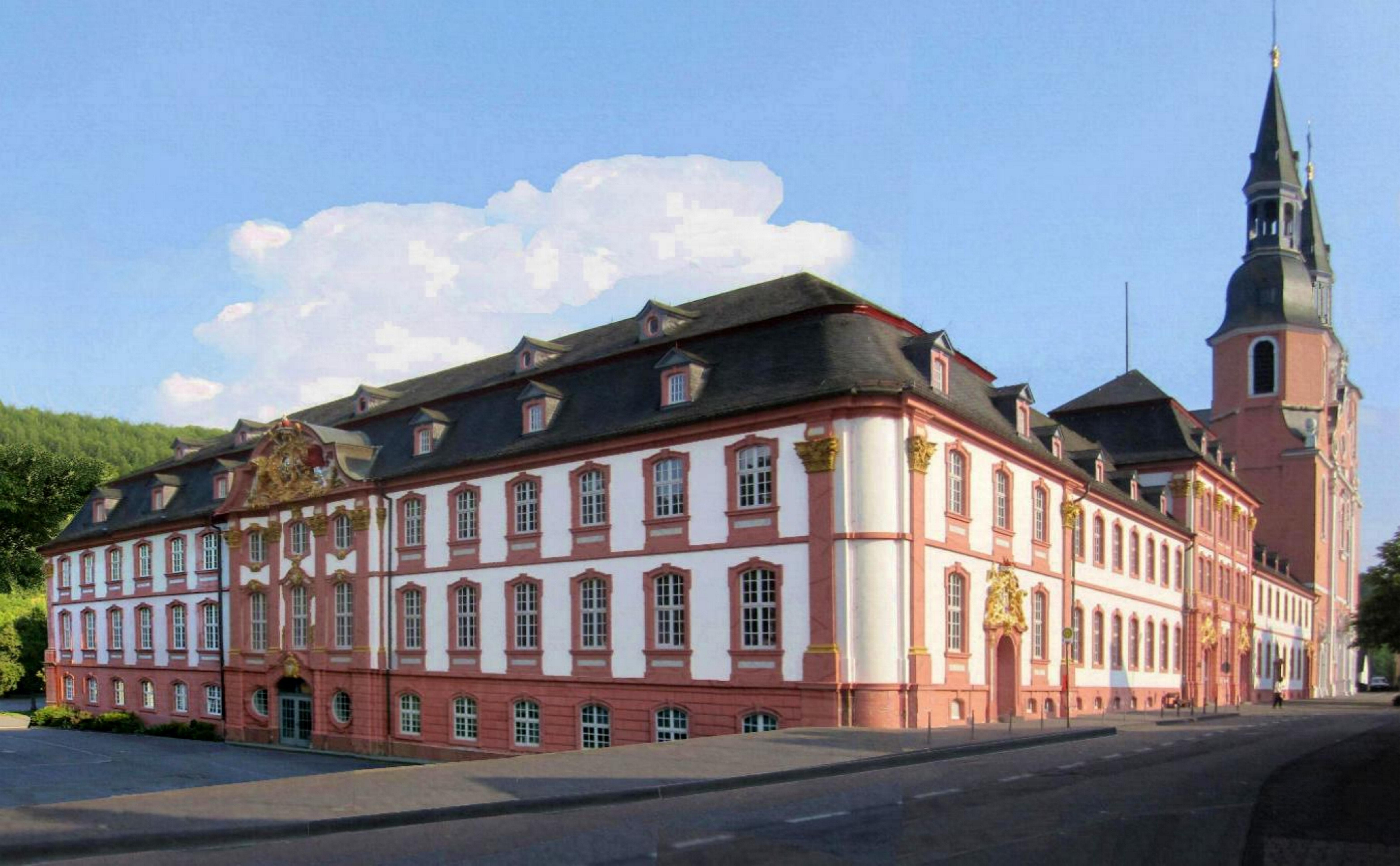
Abtei mit St.-Salvator-Basilika

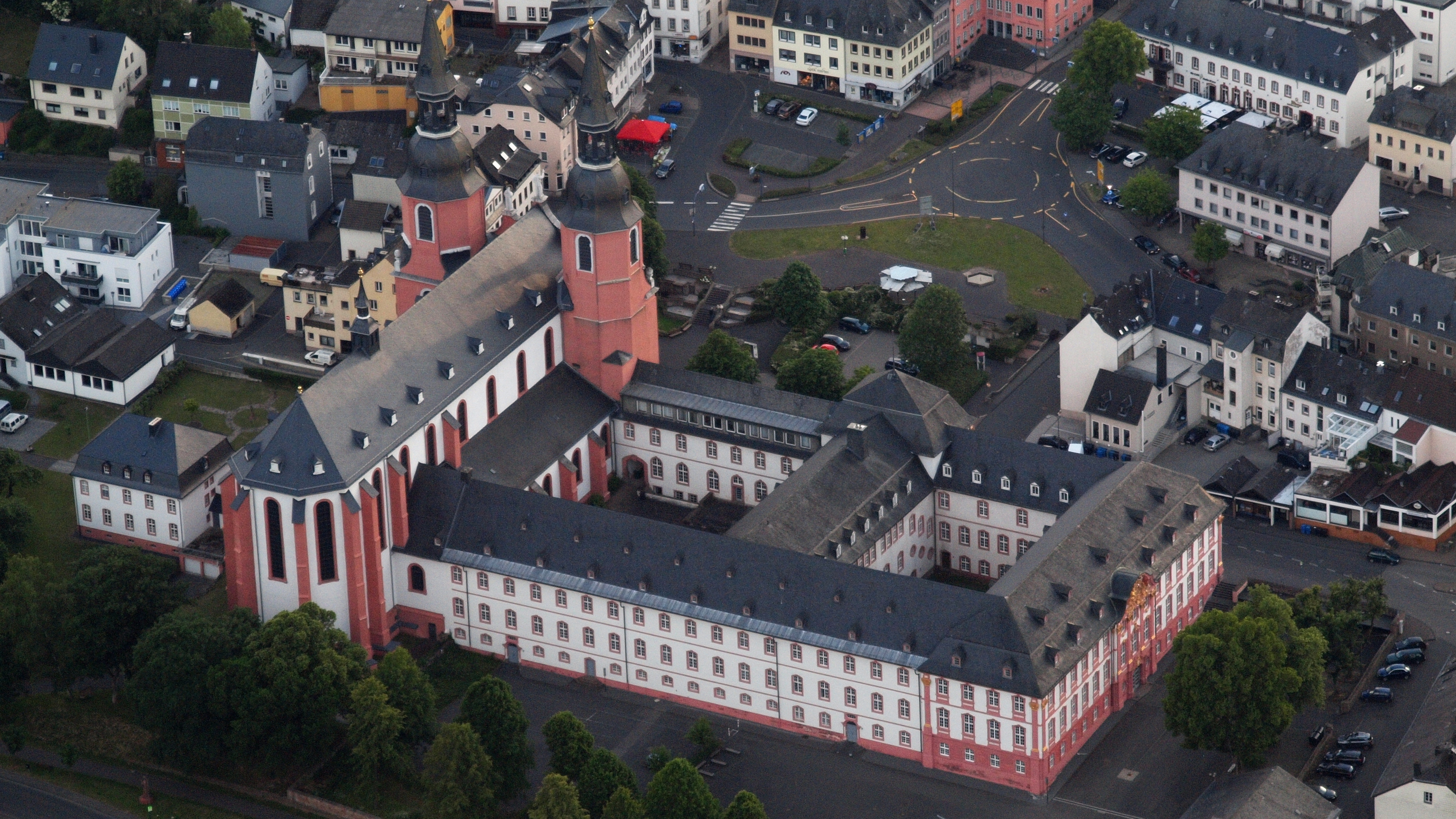
Abtei Prüm, Luftaufnahme (2015)

Die spätere Fürstabtei Prüm (lat. Monasterium Prumia / Abbatia Prumiensis; Titel: Sankt Salvator) in Prüm (Eifel-Ardennen) wurde 721 von Bertrada der Älteren, der Urgroßmutter Karls des Großen, gestiftet. Von Karls Eltern, Pippin dem Jüngeren und dessen Frau Bertrada der Jüngeren, wurde die Abtei 752 mit Mönchen des Benediktinerordens besetzt und als Hauskloster der Karolinger neugegründet. Die Abtei war stets eng verbunden mit der Familie der Karolinger und genoss deren besondere Gunst. Nach seiner Abdankung als Kaiser verbrachte Lothar I. die letzten Tage seines Lebens in Prüm und erhielt sein Grab in der Prümer Abteikirche.

## Bedeutung

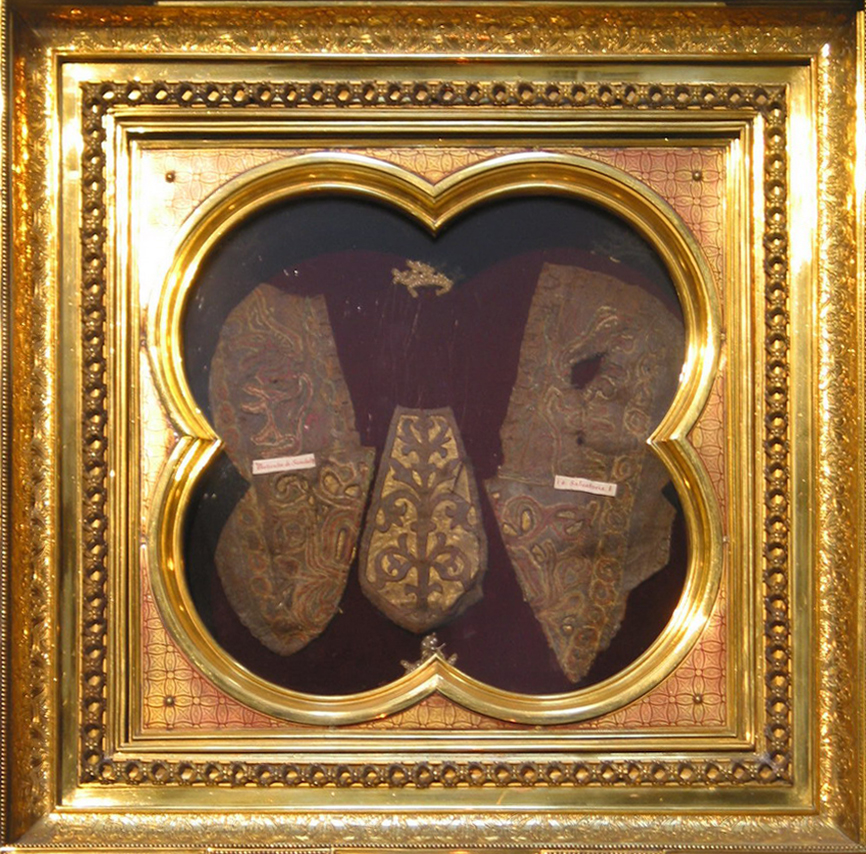
Eine der kostbarsten Reliquien des christlichen Abendlandes wird in der Abtei verwahrt. Die Sandalen Christi.

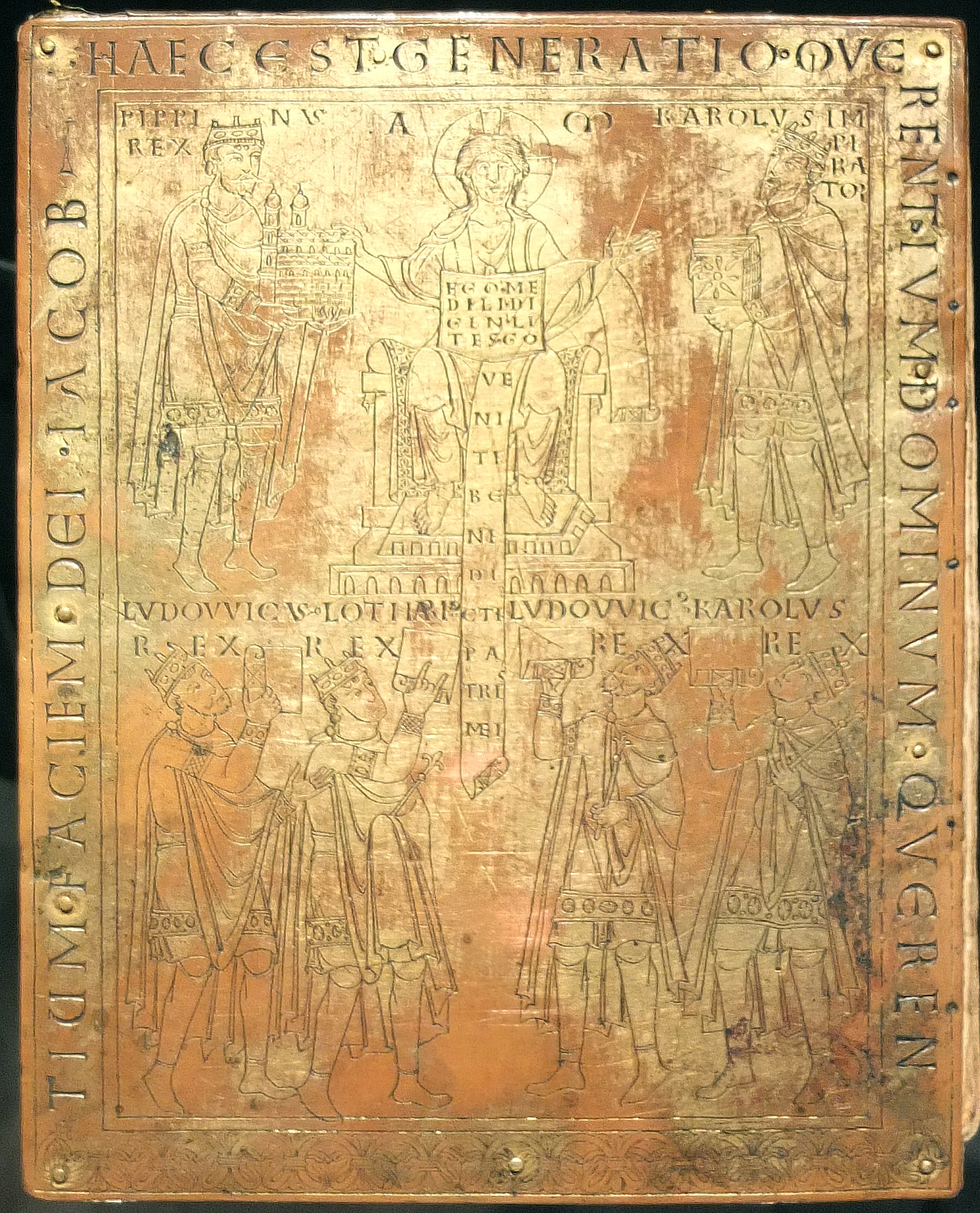
Der vergoldete Einband des karolingischen Liber aureus Prumiensis

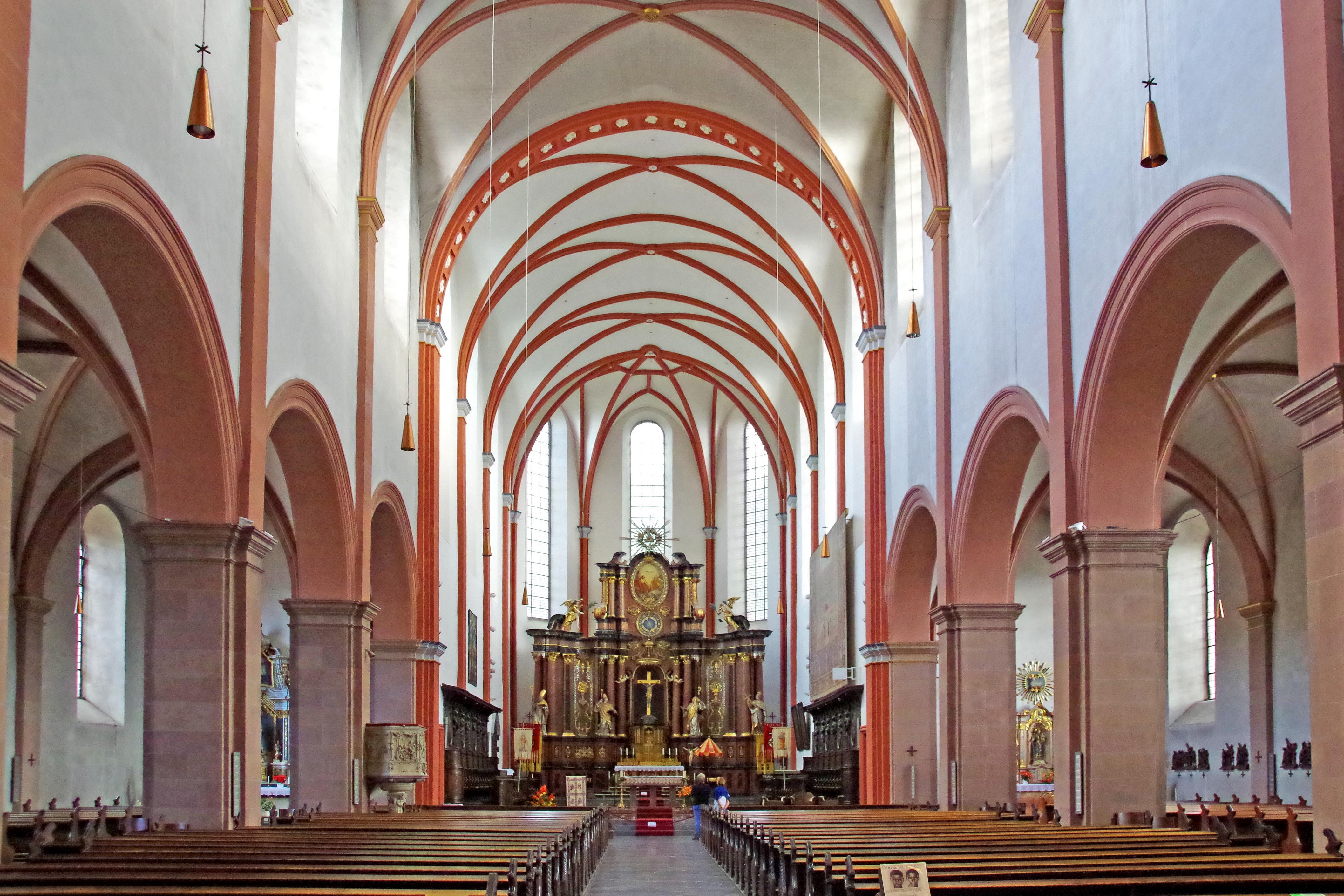
Sankt-Salvator-Basilika, Innenraum

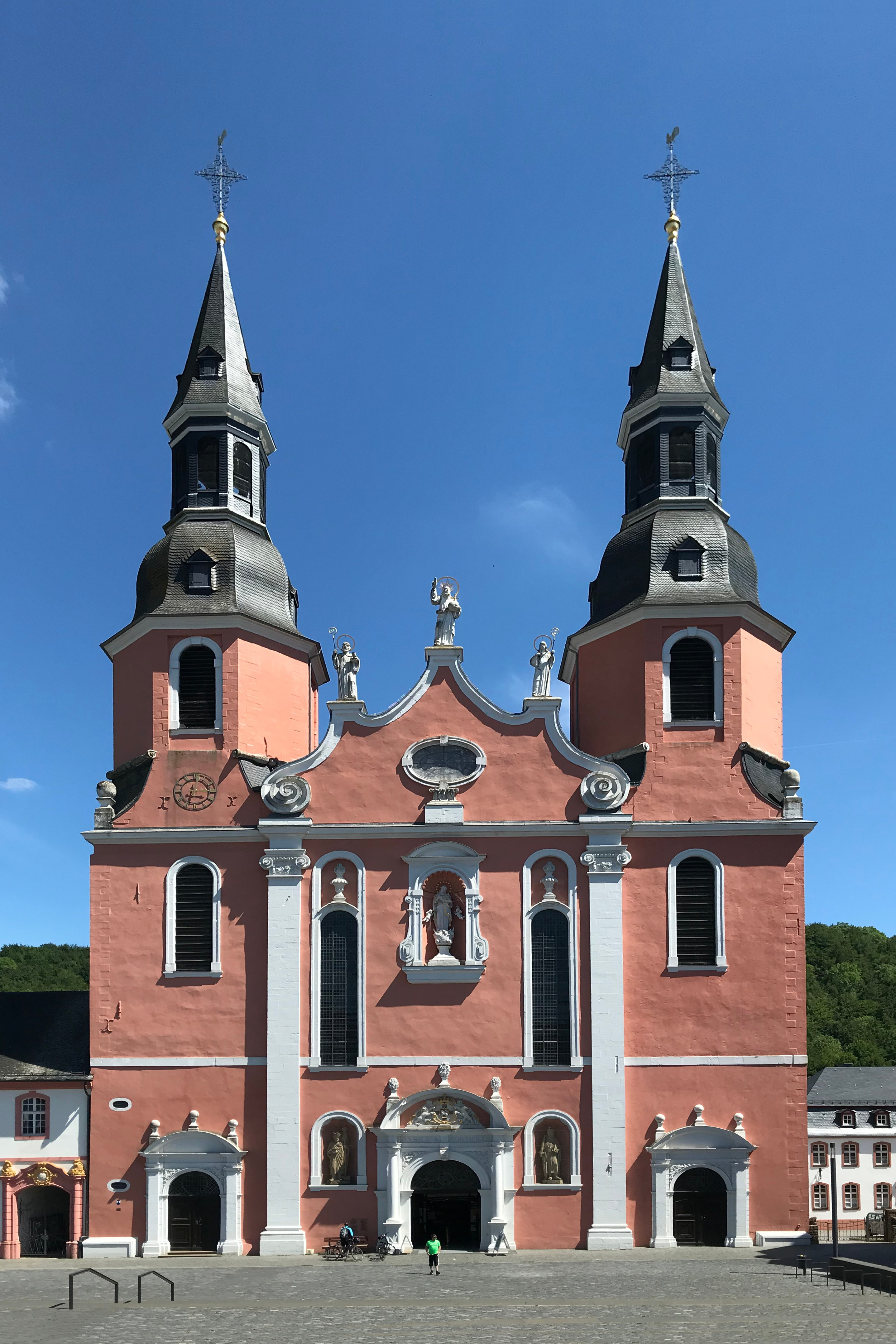
Ansicht der Westfassade der Basilika

Der Besitz der Abtei war von beträchtlichen Ausmaß und reichte vom Rhein bis zur Bretagne und in die Niederlande. Hunderte Orte unter anderem in der Eifel und an der Ahr, auf dem Taunus, in der Umgebung von St. Goar, in Frankreich, Belgien und den Niederlanden sind im Güterverzeichnis der Abtei, dem Prümer Urbar, erstmals urkundlich erwähnt.
Um den weitläufigen Besitz zu verwalten, waren der Abtei Prüm Vogteien und Filialklöster unterstellt, unter anderem: Revin (Frankreich), Güsten bei Jülich, Münstereifel, Kesseling an der Ahr und Altrip.
Berühmt war die Abtei auch durch ihre Klosterschule, in der Söhne des Herrscherhauses und des karolingischen Adels ausgebildet wurden. In Prüm lebten unter anderem St. Markward, der Berater Ludwigs des Frommen, die heiliggesprochenen Ado von Vienne, Ansbald und Hungerus Frisus sowie der Dichter Wandalbert.
Von der Abtei wurde, wie eine Urkunde von 762 n. Chr. bezeugt, ein Armenhospital unterhalten. Hier wurden zwölf mittellose und körperlich hilfsbedürftige Personen auf Lebenszeit aufgenommen, die als Gegenleistung leichtere Arbeiten (Glockenläuten usw.) im Kloster zu verrichten hatten. Außerdem wurden im Hospital vorüberziehende Arme kurzzeitig beherbergt und versorgt.
Der herausragende mittelalterliche Geschichtsschreiber Regino war Abt von Prüm.
Außer Lothar I. verbrachten auch andere Karolinger mehr oder weniger freiwillig einige Zeit in der Abtei:
- Pippin der Bucklige (Sohn Karls des Großen) † 811 in Prüm
- Karl der Kahle, der als erster König Frankreichs gilt, wurde als Zehnjähriger nach Prüm verbannt und in der Klosterschule ausgebildet.
- Hugo (Sohn Lothars II.) † 895 in Prüm

## Geschichte
Gestiftet wurde das Kloster Prüm im Jahr 721 durch Bertrada die Ältere und ihren Sohn Charibert (von Mürlenbach) und wohl mit Mönchen aus dem Kloster Echternach besiedelt. Anscheinend scheiterte diese erste Gründung. Jedenfalls kam das ursprüngliche Eigenkloster über die jüngere Bertrada, wohl Enkelin der Stifterin und Tochter Chariberts, in den Bannkreis der Karolinger. So erfolgte 751/752 eine Neugründung des Klosters durch Bertradas Gemahl König Pippin den Kurzen mit Benediktinermönchen aus dem Kloster St. Faron in Meaux bei Paris. Pippin und seine karolingischen Nachfolger statteten Prüm umfangreich mit Gütern aus, so dass das Kloster im Jahr 893 rund 1500 Höfe und Weiden zur Mast von über 8000 Schweinen in über 400 Orten zwischen Ijssel, Oberrhein, Maas und Lahn besaß (→ Prümer Urbar). König Pippin übergab dem Kloster zudem Teile der Sandalen Christi, die er seinerseits von Papst Zacharias für die Hilfe bei der Gründung des römischen Kirchenstaates erhalten hatte. Die Sandalen Christi werden noch heute in einem kostbaren Reliquienschrein in der Basilika aufbewahrt. Abtei und -kirche erhielten zudem den Namen „Zum allerheiligsten Erlöser“ – St. Salvator. Diese besondere Auszeichnung war außergewöhnlich. Sie dokumentierte, dass Prüm damals die bedeutendste Abtei des Reiches war. Noch 762 erhielt Prüm vom König Immunität, königlichen Schutz und das Recht der Abtswahl, welche aber an die Zustimmung der Königsfamilie gebunden blieb. Somit war Prüm zum karolingischen Hauskloster geworden, das auch geeignet war, im 9. Jahrhundert die Sicherungsverwahrung karolingischer Thronprätendenten, wie etwa Pippins des Buckligen, Karls des Kahlen (833) oder Hugos, des Sohnes Lothars II. (885), zu gewährleisten.
Die Einweihung der Klosterkirche St. Salvator durch Papst Leo III. fand 799 im Beisein von Karl dem Großen statt. Sein Enkel, Kaiser Lothar I., trat 855 nach der Teilung von Prüm ins Kloster ein und starb kurz darauf. Er fand in der Klosterkirche seine letzte Ruhestätte. Unter bedeutenden Äbten, wie Tankrad, Markward, Eigil und Ansbald sowie herausragenden Gelehrten aus dem Mönchskonvent, wie Wandalbert, Ado von Vienne und dem späteren Abt Regino, erlangte Prüm bereits im 9. Jahrhundert eine erste Blütezeit auf religiösem, geistigem und wissenschaftlichem Gebiet (etwa die Prümer Annalen).
Beim ersten Normannensturm im Jahr 882 wurden die Klostergebäude verwüstet und die Bibliothek niedergebrannt. Dabei wurden 90 % der vorhandenen Handschriften vernichtet. Zehn Jahre später erfolgte der zweite Normannensturm. Die Mönche flohen nach der Überlieferung nach Dasburg. In die Zeit von 891 bis 919 fällt die Entstehung des Liber aureus Prumiensis, der bedeutendsten Urkundensammlung aus der Karolingerzeit, die im Rheinland erhalten ist. Trotz der Normannenstürme vermochte es die Prümer Mönchsgemeinschaft, die wirtschaftliche Solidität des Klosters zu erhalten und darüber hinaus seine Stellung als Reichskloster, die im Jahr 919 durch die Verleihung des Vogtwahlrechtes noch untermauert wurde, zu festigen. Auch die nachfolgenden Herrscherfamilien des sich konstituierenden ersten deutschen Reiches, die Ottonen, Salier und Hohenstaufen, zogen die Abtei Prüm in umfassender Weise zum Reichsdienst heran. Zugleich entwickelte sich aus der umfangreichen Ausstattung der ersten Jahrhunderte mit Ländereien allmählich ein reichsunmittelbares Gebiet im Carosgau und im Ardennengau. Zu Beginn des neuen Jahrtausends hielt 1003/1004 zusammen mit dem neuen Abt Immo von Gorze auch die Lothringische Klosterreform von Gorze im Kloster Prüm Einzug. Es folgte eine lange Blütezeit, die sich manifestierte in der 1016 erfolgten Gründung eines Kanonikerstiftes in Prüm, im 11. und 12. Jahrhundert in den Renovierungsarbeiten und im Klosterneubau, in einer regen literarischen Tätigkeit (Lektionar von 1060 und Fortsetzung des Liber aureus von 1080) sowie 1198 in der Gründung eines benediktinischen Nonnenklosters in Niederprüm.
Die Abtei Prüm wurde 1222 von Kaiser Friedrich II. zum Fürstentum erhoben, der Prümer Abt zählte fortan zu den Reichsfürsten. 1299 erlangte die Abtei dann die volle Reichsstandschaft. Die verbliebene Schriftensammlung der Abtei Prüm ging 1511 bei einem Transport zur Auslagerung in das Kloster Malmedy komplett verloren, die genauen Umstände sind nicht bekannt. Lediglich die Chroniken des Regino von Prüm und des Mönches Wandelbert sind als Abschrift von den mittelalterlichen Schriften des Prümer Skriptoriums erhalten, da diese zuvor in anderen Klöstern kopiert worden waren. Während des 13. Jahrhunderts trat im Prümer Mönchskonvent eine spürbare Erschlaffung der Klosterdisziplin ein, einhergehend mit einem ersichtlichen ökonomischen Niedergang und Streitigkeiten mit den Vögten, die sich zunehmend an die Grafen von Luxemburg anlehnten. Im Gegenzug erbat sich die Abtei Hilfe beim Kurerzstift Trier, so dass der Abt im Jahr 1347 mit Erzbischof Balduin von Trier einen Vertrag abschloss, der aber wiederum die Begehrlichkeit Kurtriers weckte, das fortan versuchte die Fürstabtei Prüm seinem Territorium einzuverleiben. Da zu diesem Vertrag kein päpstlicher Konsens erteilt wurde, war es dem Kloster möglich, trotz inneren Zerfalls (Mensateilungen zwischen Abt und Konvent, Wahlkapitulationen vor Abtswahlen) die territoriale Selbständigkeit der gefürsteten Reichsabtei noch gut 200 Jahre lang zu wahren. Dem Trierer Erzbischof gelang es lediglich am Ende des 14. Jahrhunderts von Prüm die Herrschaften Schönecken und Schönberg (Schöndorf) bei Malmedy zu gewinnen. Erst eine kanonische Visitation der Prümer Benediktinerabtei im 16. Jahrhundert führte dazu, dass Papst Gregor XIII. die Abteibesitzungen 1573 den Tafelgütern der Trierer Kurfürst-Erzbischöfe zuschlug. Kaiser Maximilian II. genehmigte 1576 die Übertragung der Prümer Abtswürde an den Trierer Kurfürsten. Prüms Stimme im Reichstag sowie im Oberrheinischen Reichskreis wurden ebenfalls mit kaiserlicher Genehmigung Kurtrier zugeschlagen.
Im Jahr 1576 kam die Abtei gegen ihren Willen zum Kurfürstentum Trier. Als der letzte Fürstabt Christoph von Manderscheid-Kayl 1576 starb, erschien der Erzbischof Jakob III. von Eltz in Prüm und ließ sich gegen den Widerstand der Mönche als Nachfolger einführen. Der ehemalige Besitz des Klosters wurde in Kurtrier als Amt Prüm verwaltet. Im 18. Jahrhundert gelang dem Benediktinerkloster unter fähigen Prioren nochmals ein innerer monastischer Aufschwung, der auch den barocken Neubau der Abteikirche (1721 durch Johann Georg Judas) unter Kurfürst Franz Ludwig von Pfalz-Neuburg sowie der Abteigebäude im Jahr 1748 durch Andreas Seitz nach Plänen von Balthasar Neumann unter Kurfürst Franz Georg von Schönborn zur Folge hatte und die Mönche sogar nochmals an eine Rückgewinnung der Reichsunmittelbarkeit der Abtei denken ließ. Jedoch kam es wegen des Widerstandes von Kurtrier dazu nicht mehr.
Die alte Ordnung endete mit der Inbesitznahme des Linken Rheinufers durch französische Revolutionstruppen im Jahr 1794. Es folgten auf Befehl Napoleons die Auflösung der Benediktinerabtei und die Vertreibung der Mönche (Säkularisation) durch die Franzosen. Danach war das Gebäude zeitweise Sitz diverser Ämter. Heute befindet sich in den Abteigebäuden das Regino-Gymnasium. Die Abteikirche wurde 1802 zur Pfarrkirche St. Salvator, Prüm 1827 wurde Sitz eines Dekanates.
Beim Abbau des alten Hochaltares wurden 1860 die Gebeine Kaiser Lothars aufgefunden. Für sie wurde 1874/1875 mit finanzieller Unterstützung Kaiser Wilhelms I. ein Grabmal errichtet. Die Prümer Ärzte und Apotheker stifteten 1891 einen neuen Reliquienschrein für die Reliquien der Heiligen Drei Ärzte, 1896 wurde ein kostbarer Schreinaltar für die Sandalen Christi gestiftet. Im Jahr 1927 erhielt die Kirche den Barockaltar aus der Karmeliterkirche in Bad Kreuznach.
Im Zweiten Weltkrieg wurde die Stadt Prüm ab dem 16. September 1944 Ziel von US-amerikanischem Artilleriebeschuss. Vor allem seit dem 23. Dezember nahmen die Bombenangriffe zu (Ardennenoffensive). Die ehemaligen Abteigebäude wurden stark beschädigt. Am Heiligabend 1945, eine Stunde vor der Christmette, stürzte das Gewölbe des gesamten Lang- und rechten Seitenschiffes infolge dieser Kriegseinwirkungen ein.
Nach dem Krieg war der Wiederaufbau der Kirche bis 1950 weitgehend abgeschlossen. Gleichzeitig verlieh Papst Pius XII. der Klosterkirche den Titel „Basilica minor pontificia“. Der Wiederaufbau der Abteigebäude wurde bis 1952 durchgeführt.

## Äbte von Prüm
1. Angloardus 720–762
2. Assuerus 762–804
3. Tankrad 804–829
4. Markward 829–853
5. Eigil 853–860
6. Ansbald 860–886
7. Farabert I. 886–892
8. Regino 892–899
9. Richar (Richard) von Hennegau 899–921 (920–945 Bischof von Lüttich)
10. Ruotfried 921–935
11. Farabert II. von St. Paul 935–947
12. Ingelram von Limburg 947–976
13. Eberhard von Salm 976–986
14. Childerich 986–993
15. Stephan von Saffenberg 993–1001
16. Udo von Namur 1001–1003
17. Immo von Sponheim 1003–1006
18. Urold von Thaun 1006–1018
19. Hilderad von Burgund 1018–1026
20. Ruprecht von Arberg 1026–1068
21. Rizo aus Jülich 1068–1077
22. Wolfram von Bettingen 1077–1103
23. Poppo de Beaumont 1103–1119
24. Lantfried von Hessen 1119–1131
25. Adalbero von Basel 1131–1136
26. Gottfried I. von Hochstaden 1136–1155
27. Rother von Malberg 1155–1170
28. Robert I. von Kleve 1170–1174
29. Gregor I. aus Geldern 1174–1184
30. Gerhard von Vianden 1184–1212
31. Caesarius von Milendonk 1212–1216
32. Kuno von Ahr 1216–1220
33. Friedrich I. von Fels 1220–1245
34. Gottfried II. von Blankenheim 1245–1274
35. Walter von Blankenheim 1274–1322
36. Heinrich I. von Schönecken 1322–1342
37. Diether von Katzenelnbogen 1342–1350
38. Johann I. Zandt von Merl 1350–1354[2]
39. Dietrich von Kerpen 1354–1397
40. Friedrich II. von Schleiden 1397–1427
41. Heinrich II. von Are-Hirstorff 1427–1433
42. Johann II. von Esche 1433–1476
43. Robert II. von Virneburg 1476–1513
44. Gregor II. von Homburg 1513
45. Wilhelm von Manderscheid-Kayl 1513–1546
46. Christoph von Manderscheid-Kayl 1546–1576

Seit 1576 fungierten die Kurfürsten und Erzbischöfe von Trier an Stelle des Abtes als „Administratoren“ der Abtei

## Denkmalschutz
Die Abtei Prüm ist ein geschütztes Kulturdenkmal nach dem Denkmalschutzgesetz (DSchG) und in der Denkmalliste des Landes Rheinland-Pfalz eingetragen. Sie liegt in Prüm in der Denkmalzone Katholische Pfarrkirche St. Salvator und ehemaliges Kloster.
Des Weiteren ist sie ein geschütztes Kulturgut nach der Haager Konvention und mit dem blau-weißen Schutzzeichen gekennzeichnet.